# Pseudotrochalus hutsebauti
Pseudotrochalus hutsebauti är en skalbaggsart som beskrevs av Louis Burgeon 1943. Pseudotrochalus hutsebauti ingår i släktet Pseudotrochalus och familjen Melolonthidae. Arten förekommer i tropiska Afrika och är känd ifrån Demokratiska republiken Kongo. Inga underarter finns listade i Catalogue of Life.